# Presa de Al-Rastan
La presa de Al-Rastan es una presa de contención en el río Orontes, en la ciudad de Al-Rastan, provincia de Homs (Siria). Se terminó de construir en 1960 con el objetivo principal fue la irrigación. Fue construida por la empresa búlgara Hydrostroy junto con la presa de Mouhardeh, aguas abajo y también en el Orontes.

La presa deAl-Rastan está localizada en Syria